# Messerschmitt-Bölkow-Blohm
Messerschmitt-Bölkow-Blohm (MBB) era una companyia aeronàutica alemanya formada com a resultat de diverses fusions a la fi de la dècada de 1960. Entre els seus productes més coneguts està l'helicòpter lleuger bimotor MBB Bo 105. MBB va ser comprada per la companyia alemanya DASA l'any 1989, i que ara forma part de la corporació europea EADS.

## Història

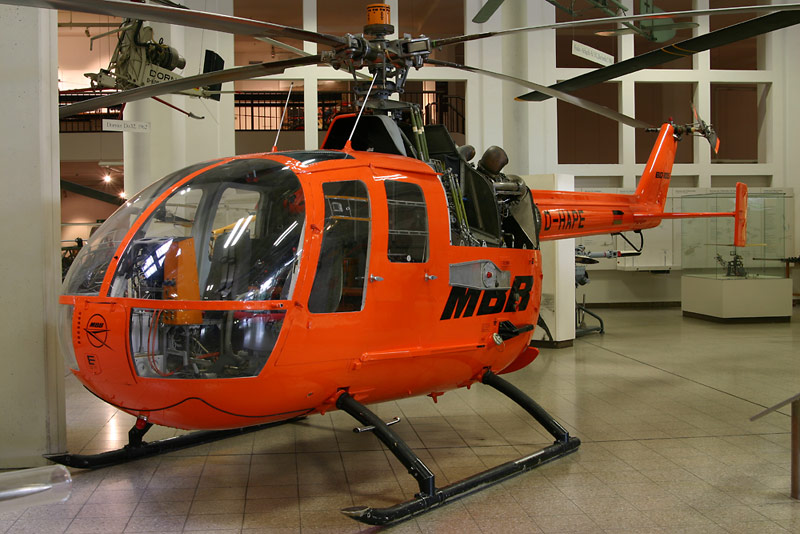
El quart prototip MBB Bo 105 en el Deutsches Museum en Múnic.

El 6 de juny de 1968, Messerschmitt AG es va fusionar amb la petita empresa d'aviació i enginyeria civil Bölkow, convertint-se en Messerschmitt-Bölkow. Al maig de l'any següent, l'empresa va adquirir Hamburger Flugzeugbau (HFB), la divisió aeronàutica de Blohm + Voss. L'empresa va canviar el seu nom a Messerschmitt-Bölkow-Blohm (MBB).
Originalment el 51% de MBB era propietat de la família Blohm, Willy Messerschmitt i Ludwig Bölkow. El 22,07% era propietat de l'estat alemany d'Hamburg, el 17,05% de l'estat de Baviera, el 7,16% de Thyssen AG, el 7,16% de Siemens AG, el 7,13% d'Allianz Versicherungs-AG, 7,13% de Robert Bosch GmbH, i el 6,15% de Friedrich Krupp GmbH.
En 1981 MBB va adquirir la Vereinigte Flugtechnische Werke (VFW), que al seu torn s'havia format de la fusió de Focke-Wulf, Focke-Achgelis i Weserflug. A l'any següent, MBB adquirit l'empresa aeroespacial Entwicklungsring Nord (ERNO) i es va convertir en MBB-ERNO, que movia un volum de negocis de 2,9 milions d'euros l'any 1982.
En 1989 MBB va ser assumida per Deutsche Aerospace AG (DASA), que va passar a denominar-se Daimler-Benz Aerospace en 1995. Amb la fusió en 1998 de Daimler-Benz i Chrysler Corporation, la divisió aeroespacial va ser reanomenada DaimlerChrysler Aerospace AG el 7 de novembre de 1998. La consolidació de la defensa europea va donar lloc a la fusió de DASA d'Alemanya amb Aérospatiale-Matra de França i Construcciones Aeronáuticas S.A. (CASA) d'Espanya per formar la corporació European Aeronautic Defence and Space Company (EADS) l'any 2000. L'antiga DaimlerChrysler Aerospace ara funciona com a EADS Alemanya.

## Subsidiàries
- MBB-Liftsystems AG, produeix sistemes d'elevació per a camions i furgonetes
- MBB-Sondertechnik, (avui FHS Förder-und Hebesysteme GmbH) rotors de vent desenvolupat en els anys 1980 i 1990, i els sistemes d'elevació per a ús militar. Quan DASA CEO Jürgen E. Schrempp va iniciar el programa a mitjan decenni de 1990, uns 16.000 llocs de treball es van perdre, i el desenvolupament de l'energia eòlica es va donar per acabada.
- MBB Gelma GmbH, produeix unitats de cronometratge i control de les unitats de la màquina (avui propietat de DORMA KG)
- MBB Projects GmbH

## Aeronaus

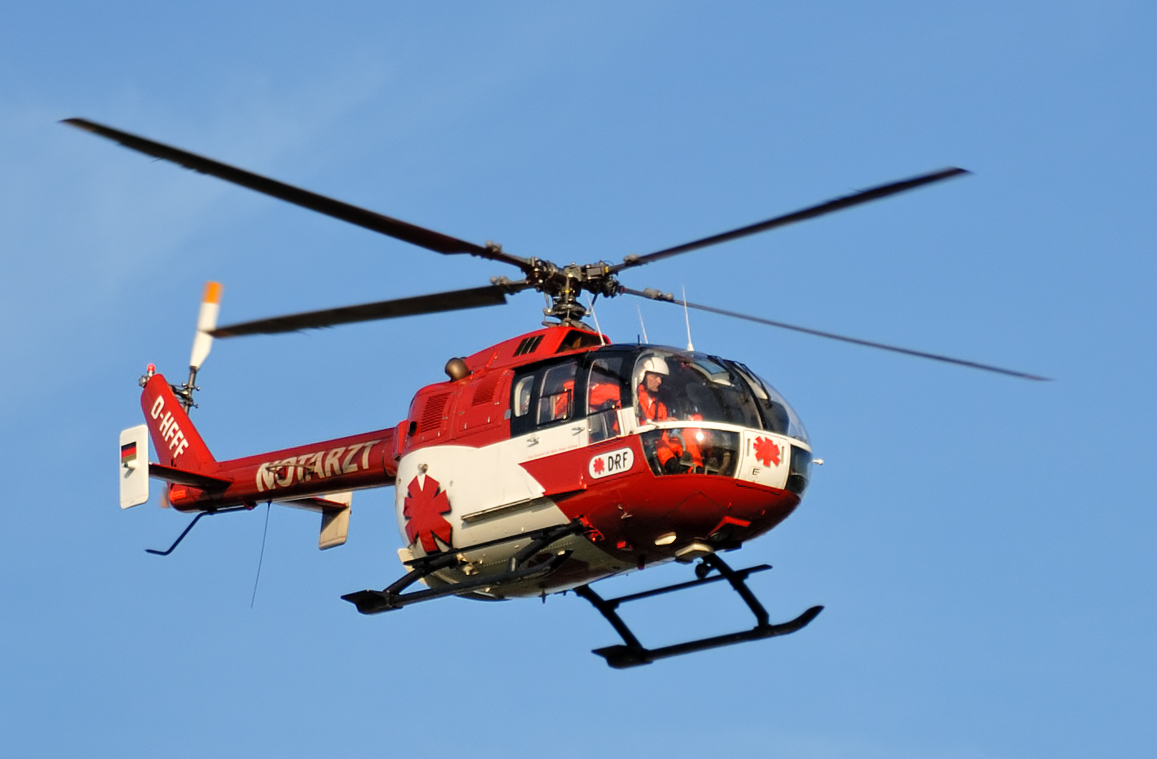
Un MBB Bo 105.

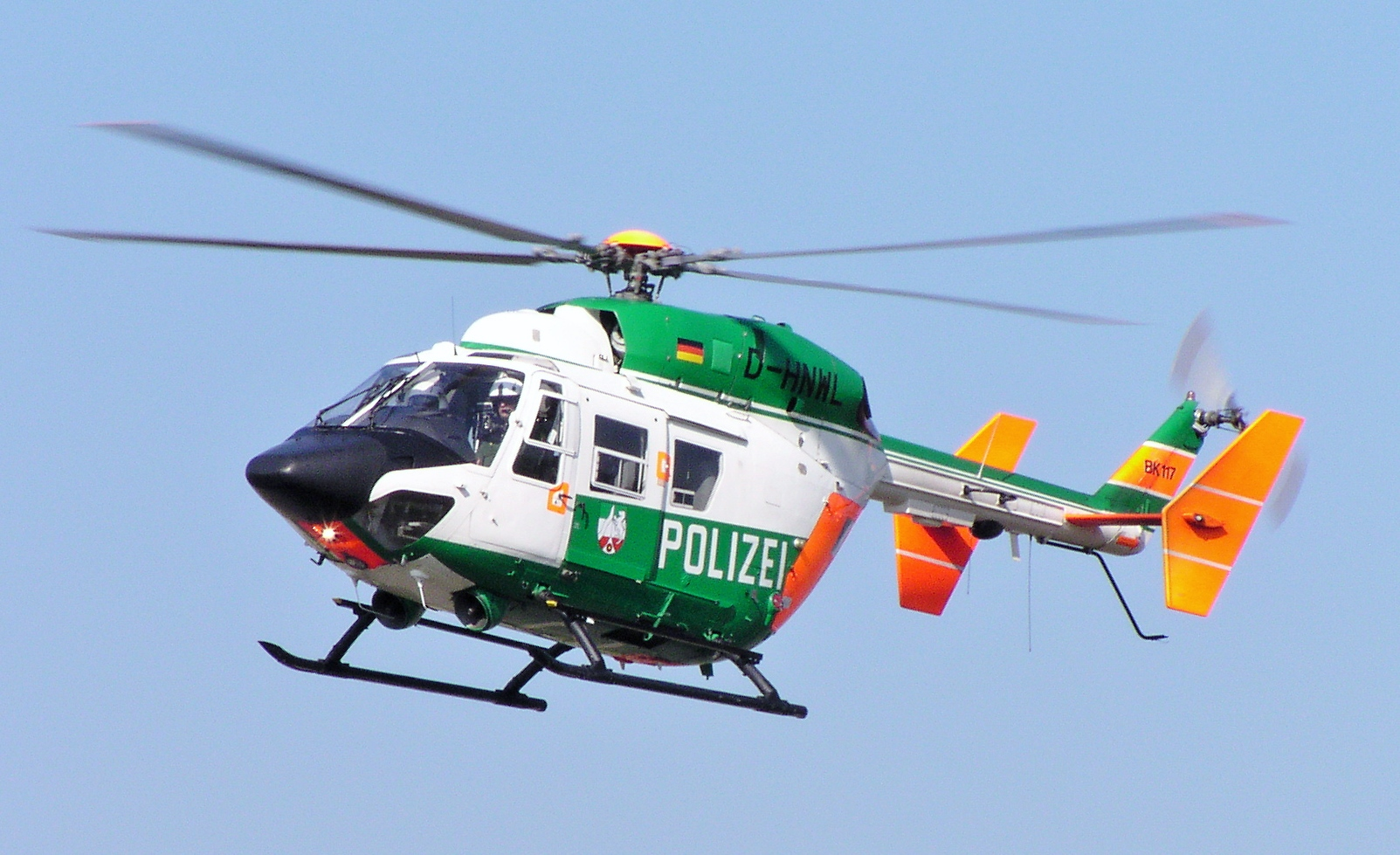
Un BK 117 B2 de la Policia d'Alemanya.

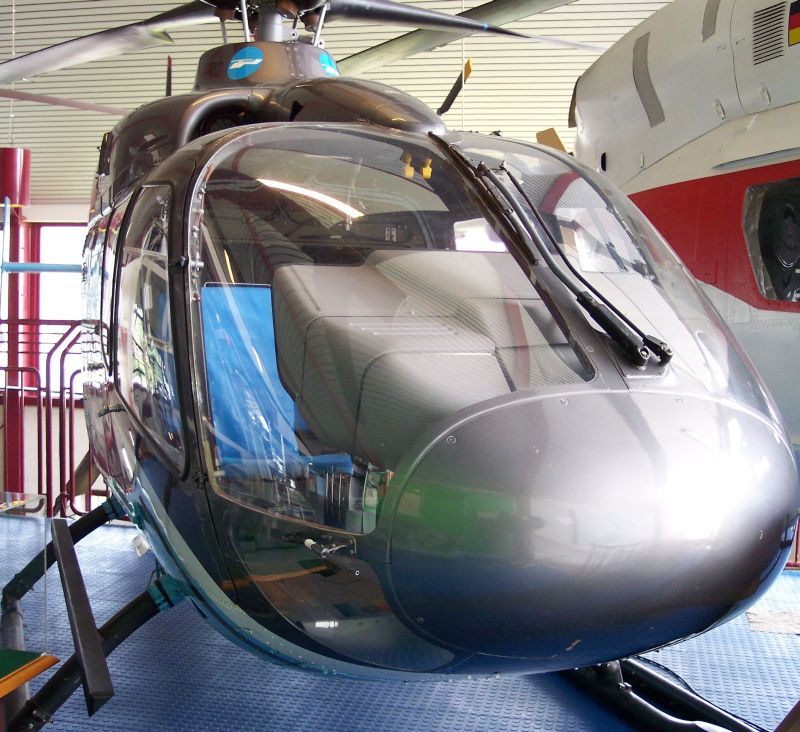
MBB Bo 108, conegut posteriorment com Eurocopter EC 135

### Pròpies
- MBB Lampyridae.
- MBB Bo 102.
- MBB Bo 103.
- MBB Bo 105.
- MBB Bo 106.
- MBB Bo 108 - A partir d'aquest model es va desenvolupar l'Eurocopter EC 135.
- MBB Bo 115.
- MBB/Kawasaki BK 117 - A partir d'aquest model es va desenvolupar l'Eurocopter EC 145.
- MBB 223 Flamingo.
- MBB F-104G/CCV.

### Per associació
- Airbus A300
- Airbus A310
- Família Airbus A320 (A318, A319, A320 Y A321)
- Panavia Tornado
- Eurofighter Typhoon
- Rockwell-MBB X-31
- Transall C-160